# Cédric (televisieserie)
Cédric is een Franse animatieserie gebaseerd op de gelijknamige stripreeks. De serie begon in 2001 op Canal J en ging vervolgens naar France 3. De serie wordt tegenwoordig ook in andere landen uitgezonden. In Nederland verzorgt de KRO de uitzendingen via Z@ppelin.
Anno 2014 zijn er drie seizoenen van de reeks uitgezonden; een totaal van 156 afleveringen van 13 minuten.

## Situering
De serie is gebaseerd op de gelijknamige stripreeks Cédric van Raoul Cauvin en Laudec en gaat over de alledaagse belevenissen van de achtjarige Cédric, die in de Nederlandse versie Cédric de Groot heet. Cédric overdenkt voor het slapen gaan een bepaalde dag of serie gebeurtenissen en sluit steevast af met een verzuchting dat het leven als achtjarige zwaar is of juist een positieve noot dat het leven als achtjarige mooi is.
Cédric woont bij zijn ouders, waar ook zijn opa bij in woont. Hij zit in één klas met Chen, op wie hij verliefd is; hij is ervan overtuigd dat zij later zullen trouwen. Zijn beste vriend is Christiaan, terwijl hij een enorme hekel heeft aan de rijke, opschepperige Nico.
De belevenissen van Cédric zijn vaak humoristisch, of worden tenminste humoristisch weergegeven. Voorbeelden zijn het skateboarden waarbij Cedric nogal eens tegen een vuilnisbak aan knalt of het overdreven deftige taalgebruik van Nico. Het taalgebruik is soms enigszins grof en licht geweld wordt soms niet geschuwd.

## Personages
Onderstaande personages komen voor in de Nederlandstalige versie. In andere talen wijken de namen en het taalgebruik iets af.
Cédric de GrootKan goed overweg met zijn ouders en opa met wie hij in huis woont. Hij is verliefd op Chen en denkt dat zij voor elkaar gemaakt zijn. Cédric is enigszins egoïstisch, maar voor Chen heeft hij veel over. Zijn stem wordt ingesproken door Christa Lips.
Marie-RoseDe moeder van Cédric: staat altijd voor Cédric klaar. Probeert vaak te bemiddelen in de ruzies tussen haar vader en man. Haar stem wordt ingesproken door Hetty Heyting.
Robert de GrootDe vader van Cédric: is verkoper van Oost-Indische tapijten. Hij kan niet goed opschieten met zijn inwonende schoonvader, door wie hij steevast "kleedjesverkoper" wordt genoemd. Zijn stem wordt ingesproken door Fred Butter.
OpaEen oude, vaak enigszins chagrijnige man. Wanneer hij kwaad is, schreeuwt hij "snatverdakkie!". Kan goed met Cédric opschieten, maar niet met diens vader. Hij denkt nog vaak aan zijn overleden vrouw Mathilda. Zijn stem wordt ingesproken door Wim van Rooij.
Chen YaupingEen meisje van Chinese afkomst. Is vriendelijk tegen iedereen, enigszins naïef. Als ze vriendelijk is tegen Cédric, denkt hij al snel dat ze met hem haar leven wil delen. In feite ziet Chen Cédric waarschijnlijk meer als een gewoon vriendje dan als een levenspartner. Haar stem wordt door Hetty Heyting ingesproken.
ChristianDe ietwat sullige beste vriend van Cédric. Hij staat vaak voor Cédric klaar en helpt hem in zijn strijd om Chens hart te winnen. Aan de andere kant heeft hij soms genoeg van Cédrics egoïsme en wordt hij boos. Hij denkt dat veel dingen niets zijn voor meisjes, zoals skateboarden. Wanneer hij verbaasd is, zegt hij steevast "tjipperdepip". Zijn stem wordt door Melise de Winter ingesproken.
Juf NellyDe juf van de klas is streng waar nodig, maar meestal is ze aardig.
Nico de Jager de Ceuckeleere de KoninckWonend in een groot landhuis en met een graaf en diplomaat als vader voelt Nico zich ver verheven boven zijn klasgenoten. Wordt met een limousine naar school gebracht. In Cédrics ogen probeert Nico constant Chen van hem af te pakken. Dit, en de stekelige opmerkingen over elkaars sociale milieu, zorgt ervoor dat beiden elkaar totaal niet mogen. Zijn stem wordt door Fred Butter ingesproken.